# Індіанська резервація

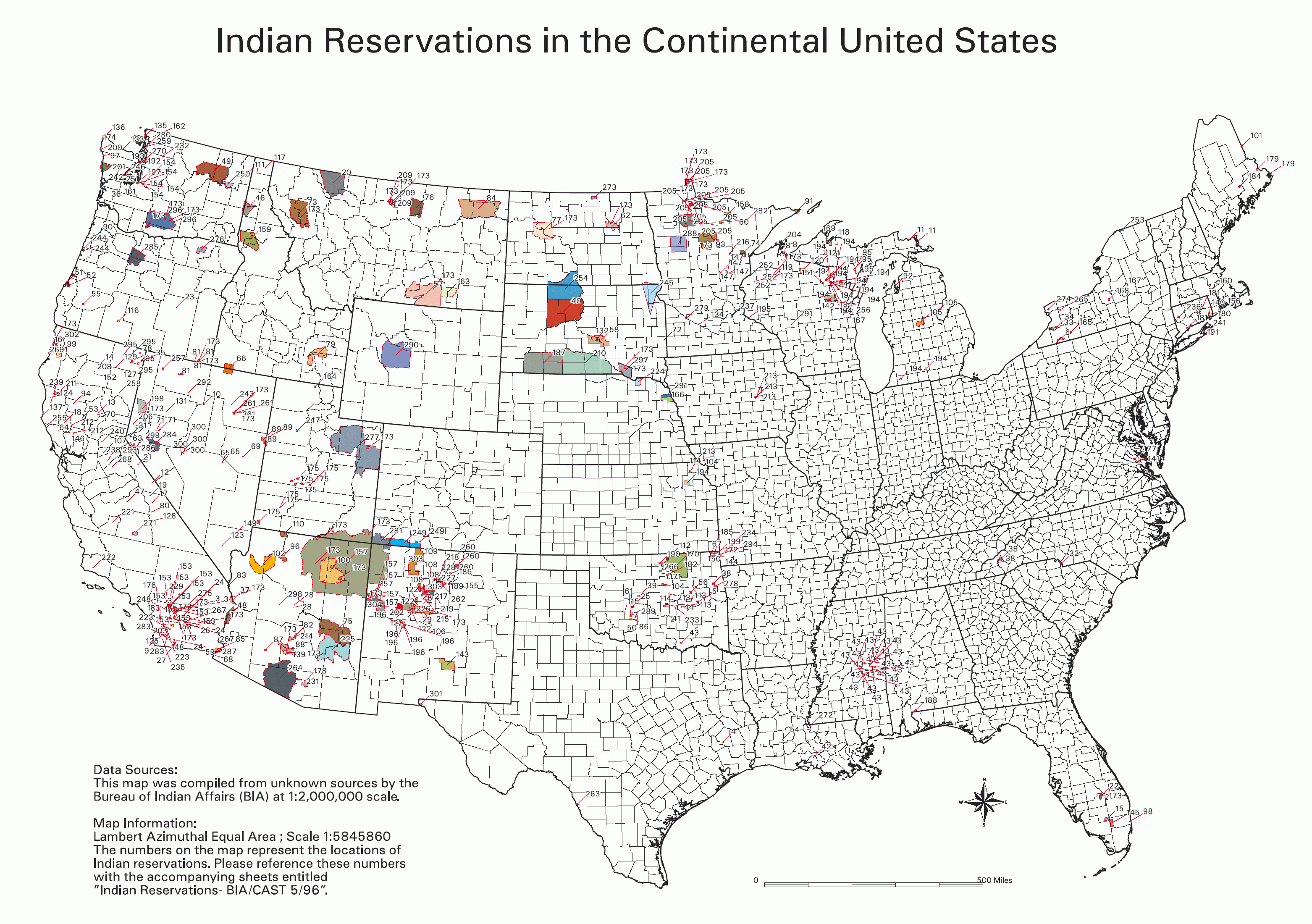
Карта індіанських резервацій в США

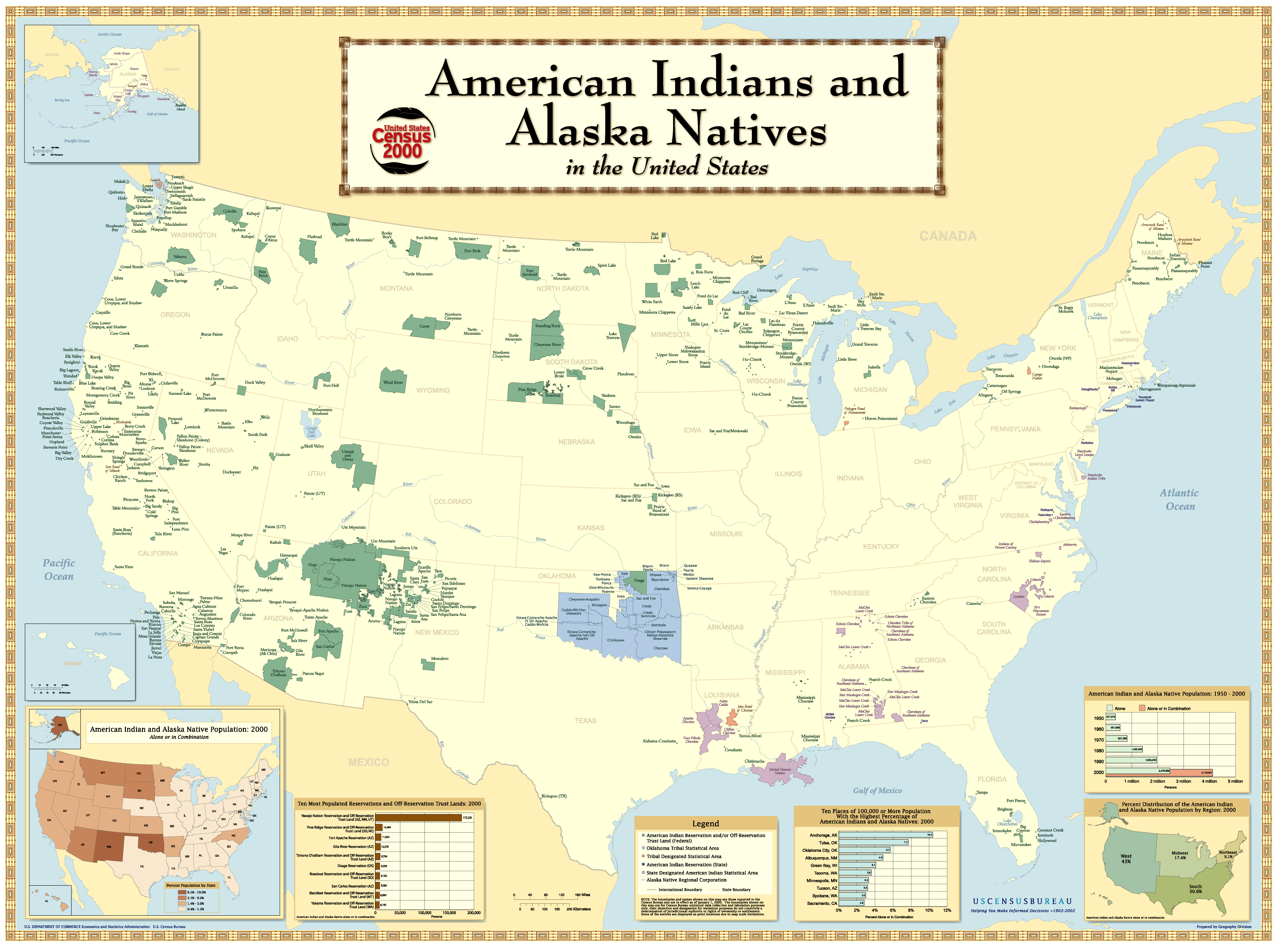
Мапа індіанських резервацій США із зазначенням племен

Індіанська резервація — територія в США, Канаді та деяких інших державах Америки, керована індіанським плем'ям.
В США налічується близько 300 резервацій, проте не кожне з 550 офіційно визнаних племен має власну резервацію — деякі племена мають декілька резервацій, деякі не мають жодної.
Найбільша за площею — резервація навахо (близько 64,7 тис. км ²), однак є резервації, території яких не перевищують 50 км ². Загалом індіанці контролюють 225,4 тис. км ² території США, що становить 2,3 % площі всієї країни (9629091 км ²). 12 резервацій мають площу більшу за штат Род-Айленд (3144 км ²), і 9 — більше ніж штат Делавер (5327 км ²).
Уряд США визнає право племен на самоврядування. Племена, що проживають у резерваціях, мають право на формування свого уряду, на розробку і виконання законів, на встановлення податків, на присвоєння громадянства племені, на ліцензування та регулювання практично всіх видів діяльності тощо. У юридичному сенсі індіанські резервації мають права, якими володіють штати США. Так само, як штати, вони не можуть вступати в офіційні відносини з іншими державами (це прерогатива федерального уряду), оголошувати війну і випускати гроші.
У резерваціях діють як федеральні закони, так і закони, встановлені самими племенами. Закони штату здебільшого не мають сили на території резервації. У більшості резервацій активно діють племінні суди і правоохоронні органи.
Індіанці платять федеральні податки як і решта жителів США. Жителі резервацій не платять прибутковий податок штату, якщо джерело їхнього доходу знаходиться всередині резервації, і податок на власність в резервації.
Резервації встановлюють власні правила володіння землею: в 140 з них вся земля є колективною власністю племені, в інших — власниками є приватні особи. На території індіанських резервацій в ряді штатів дозволено гральний бізнес.

## Історія
Процес утворення резервацій почався на початку XIX століття на підставі договорів Вашингтона з окремими племенами. Ці договори стали основою державної індіанської політики США в кінці 1860-х років — в наступні десятиліття практично всі племена, які на той момент зберегли свою спільність і самобутність, отримали в розпорядження свої території або території, спеціально виділені для них Вашингтоном. В ході судових процесів індіанці неодноразово домагалися від уряду США грошової компенсації за відторгнення їхніх земель і за незаконне користування ними.